# Dinatriumtetrasulfid
Dinatriumtetrasulfid ist eine anorganische chemische Verbindung des Natriums aus der Gruppe der Sulfide.

## Gewinnung und Darstellung
Dinatriumtetrasulfid kann durch Reaktion von Natriumsulfid oder Natriumdisulfid mit Schwefel gewonnen werden.
{\displaystyle {\ce {Na2S + 3 S -> Na2S4}}}

## Eigenschaften
Dinatriumtetrasulfid ist ein Feststoff der nach faulen Eiern riecht und der löslich in Wasser und Ethanol ist. Er besitzt eine tetragonale Kristallstruktur mit der Raumgruppe I42d (Raumgruppen-Nr. 122) mit den Gitterparametern a = 9,5965 Å und c = 11,7885 Å sowie 8 Formeleinheiten pro Elementarzelle.

## Verwendung
Dinatriumtetrasulfid wird zur Reduktion organischer Nitroverbindungen, bei der Herstellung von Schwefelfarbstoffen, bei der Erzflotation, bei der Herstellung von Metallsulfiden und bei der Herstellung von Vernetzungsmitteln wie Bis(triethoxysilylpropyl)tetrasulfid eingesetzt. Es dient auch als Vorläufer für bestimmte Spezialpolymere und ist ein Zwischenprodukt im elektrochemischen Ablauf von Natrium-Schwefel-Akkumulatoren, wo es aufgrund der hohen Betriebstemperatur in flüssiger Form vorliegt.